# Onafhankelijke Grieken
Onafhankelijke Grieken (Grieks: Ανεξάρτητοι Έλληνες, Anexartiti Ellines) is een politieke partij in Griekenland. Van 2015-2019 vormde ze met SYRIZA de Griekse regering onder leiding van premier Tsipras.
De partij is opgericht door enkele (voormalige) leden van Nea Dimokratia die in 2012 tegen de coalitieregering van Loukas Papadimos stemden en vervolgens uit de ND stapten. De partijleider is Panos Kammenos.

## Verkiezingsuitslagen
Bij de Griekse parlementsverkiezingen van mei 2012 behaalde de partij 10,6% van de stemmen en 33 zetels en bij de Griekse parlementsverkiezingen van juni 2012 7,51% van de stemmen en 20 zetels. In 2015 werden nieuwe verkiezingen georganiseerd, nadat het Griekse parlement het niet eens werd over een nieuwe president. Bij deze verkiezingen kwam de partij uit op 4,5% en 13 zetels, ze verloor dus 7 zetels vergeleken met de vorige verkiezingen. De dag na de verkiezingen werd aangekondigd dat SYRIZA, de winnaar van de verkiezingen, een regering vormt met Onafhankelijke Grieken.